# Jan Pakieła
Jan Pakieła (ur. 20 stycznia 1939 w Sieczychach w powiecie wyszkowskim, zm. 27 czerwca 2008 w Przasnyszu) – polski ksiądz katolicki.

## Życiorys
Szkołę średnią ukończył w Wyszkowie. W 1957 wstąpił do Seminarium Duchownego w Płocku. Święcenia kapłańskie przyjął 16 czerwca 1963 w Płocku. Jego młodszy brat Stanisław Kazimierz (1942–2020) też został księdzem. 
Pracę duszpasterską rozpoczął na wikariacie w Cieksynie, gdzie pracował cztery lata do 1967. Następne 4 lata pracował w parafii św. Stanisława Biskupa i Męczennika w Mławie, a od 1973 przez cztery lata w parafii farnej w Ciechanowie. 
22 sierpnia 1977 otrzymał nominację na proboszcza w Świętym Miejscu. W 1980 przeprowadził kapitalny remont kościoła, w 1982 zakończył budowę nowej plebanii. Zbudował kaplicę pw. św. Maksymiliana w Lipie projektu architekta Stanisława Marzyńskiego. Na uczczenie roku jubileuszowego 2000 i początku trzeciego tysiąclecia w 2002 zainicjował budowę stacji Drogi Krzyżowej na placu przedkościelnym w Świętym Miejscu, a następnie nowej dzwonnicy i ołtarza polowego, wreszcie nowego ogrodzenie wokół kościoła i cmentarza grzebalnego. 
Za „wybitne zasługi dla Kościoła” biskup płocki Stanisław Wielgus mianował go kanonikiem Kapituły Płockiej. 
W 2008 ciężko zachorował i niespodziewanie zmarł. Zgodnie ze swoją wolą został pochowany na cmentarzu parafialnym w Świętym Miejscu. Uroczystościom pogrzebowym przewodniczył bp Roman Marcinkowski.

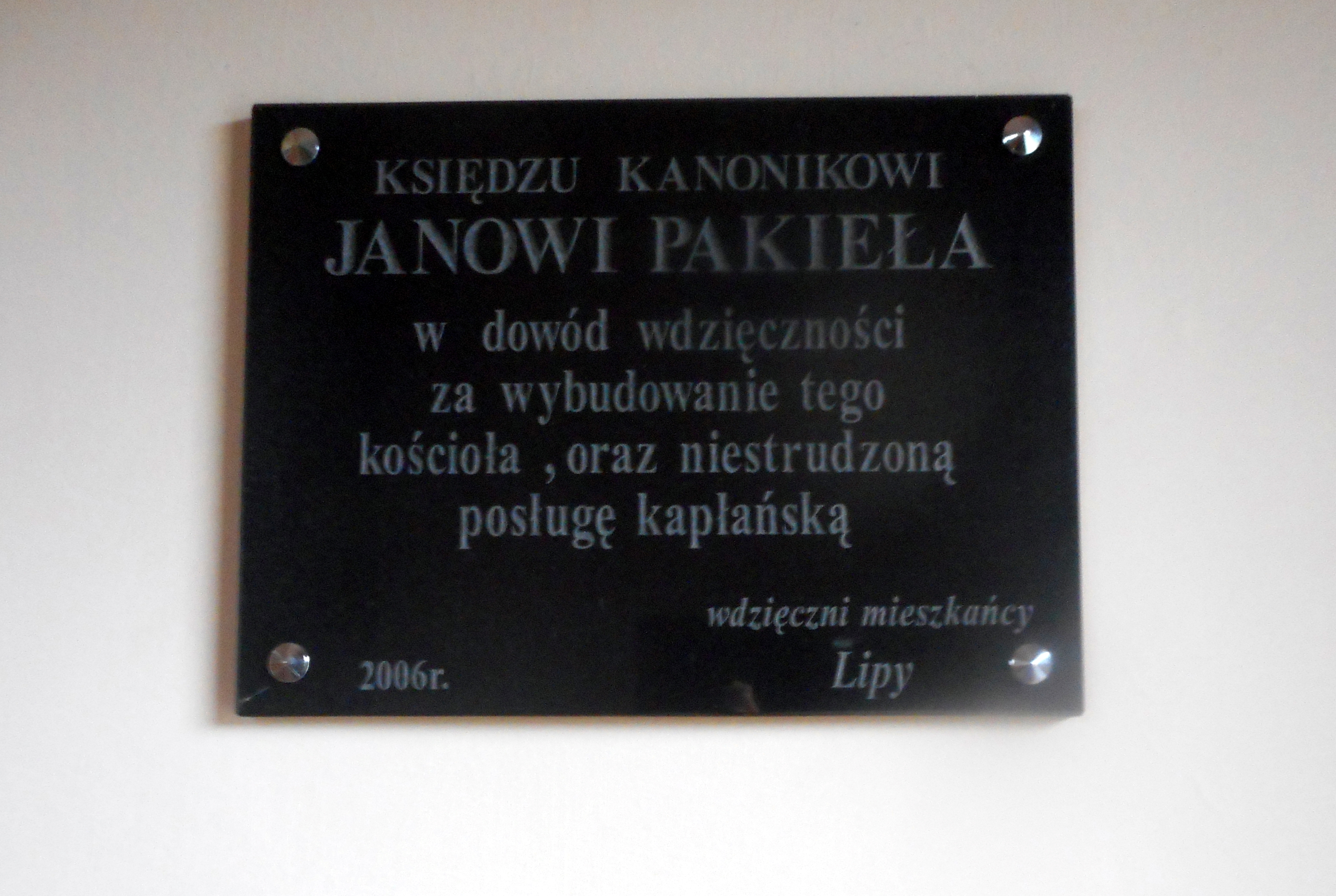
Tablica ku pamięci ks. Jana Pakieły w kaplicy w Lipie

## Upamiętnienie
W kaplicy w Lipie znajduje się tablica mu poświęcona w podziękowaniu za budowę świątyni. Odsłonięto ją w 2006.